# Henryk II świdnicki
Henryk (II) (ur. między 1316 a 1324, zm. między 14 sierpnia 1343 a 28 czerwca 1345) – książę współrządzący, razem z bratem Bolkiem II, księstwem świdnickim w latach 1326–1343/5 (po osiągnięciu pełnoletniości).
Henryk był młodszym synem księcia świdnickiego Bernarda i Kunegundy Łokietkówny. Nie wiadomo dokładnie, kiedy się urodził, był jednak raczej znacznie młodszy od Bolka II, skoro w źródłach po raz pierwszy pojawia się w 1337 roku. W 1338 ożenił się z Katarzyną (nieznaną bliżej historykom), z którą to rok później doczekał się jedynej córki Anny, późniejszej żony cesarza rzymskiego Karola Luksemburczyka. Urodzenie się przyszłej cesarzowej rzymskiej było jedynym wydarzeniem, które znalazło odbicie w ówczesnych kronikach. Miejsce jego pochówku jest nieznane. 
Zdaniem Lidii Korczak:
Henryk pozostaje nieznanym księciem. Nie wiadomo dokładnie, kiedy się urodził ani kiedy zmarł, nie wiadomo, skąd wziął sobie żonę. Niczego nie dokonał, zostawił jednak po sobie córkę, przyszłą królową Czech, królową rzymską i cesarzową.